# تافينوكوين
يُباع تافينوكوين تحت الاسم التجاري كرنتافيل من بين أدوية أخرى ، وهو دواء يستخدم للوقاية من الملاريا وعلاجها. فيما يتعلق بالملاريا الحادة ، يتم استخدامه مع أدوية أخرى لمنع الانتكاس بواسطة المتصورة النشيطة . يمكن استخدامه للوقاية من جميع أنواع الملاريا. يؤخذ عن طريق الفم.
تشمل الآثار الجانبية الشائعة القيء والصداع والدوار. قد تشمل الآثار الجانبية الأخرى ميتهيموغلوبينية الدم ، وصعوبة النوم ، وصدمة الحساسية . في الأشخاص الذين يعانون من نقص G6PD ، قد يحدث انهيار خلايا الدم الحمراء.  لا ينصح باستخدامه أثناء الحمل. ينتمي التافينوكين إلى عائلة الأدوية المكونة من 8 أمينوكوينولين. كيفية عمله غير واضحة ولكنه فعال في كل من الكبد والدم.
تمت الموافقة على تافينوكوين للاستخدام الطبي في أستراليا والولايات المتحدة في عام 2018. في الولايات المتحدة ، اعتبارًا من 2019 ، تبلغ تكلفة دورة العلاج حوالي 43 دولارًا أمريكيًا. تافينوكوين متعلق بالبريماكين .